# Długa ekspozycja

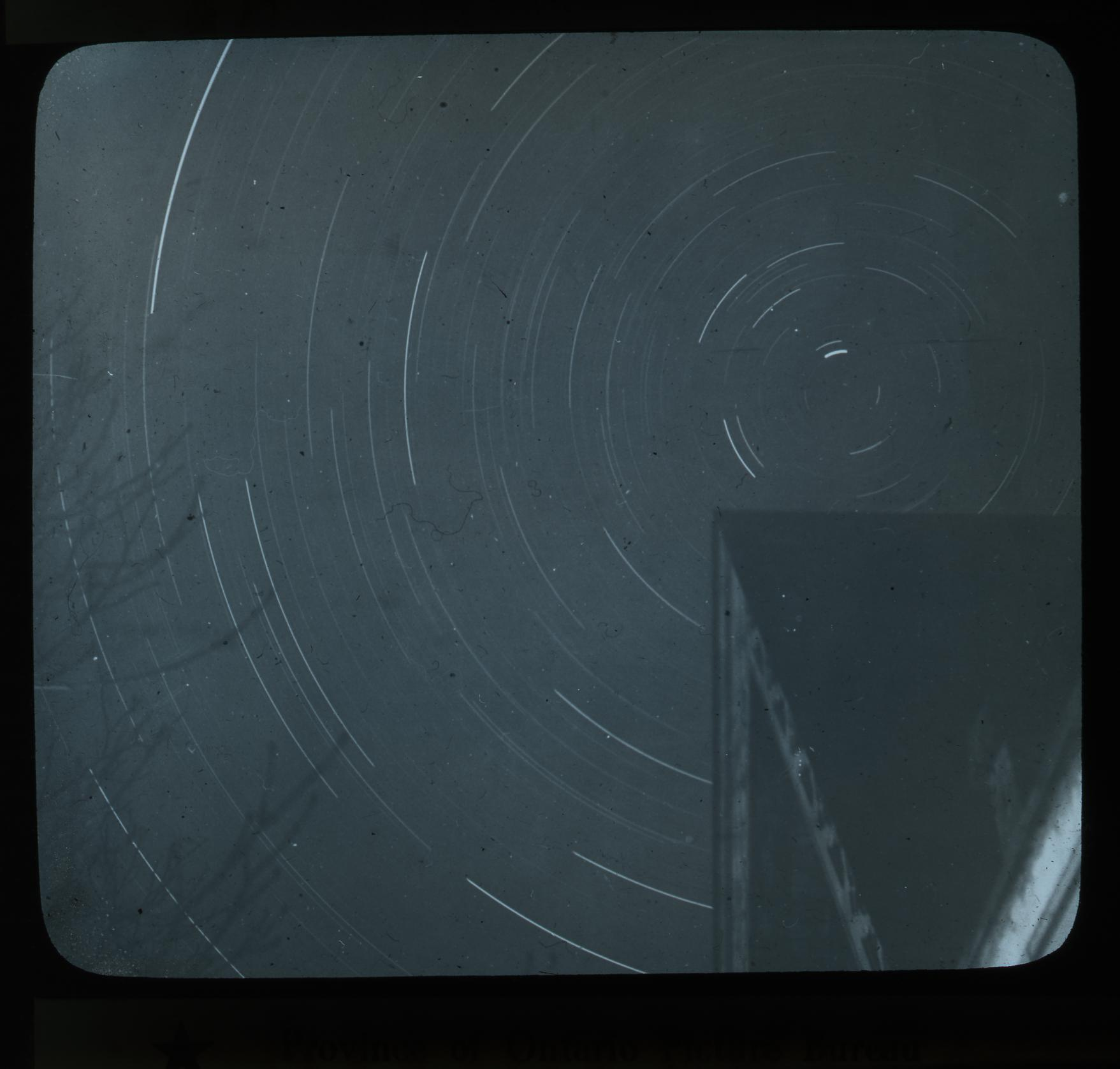
2-godzinne naświetlanie zarejestrowało ruch gwiazd

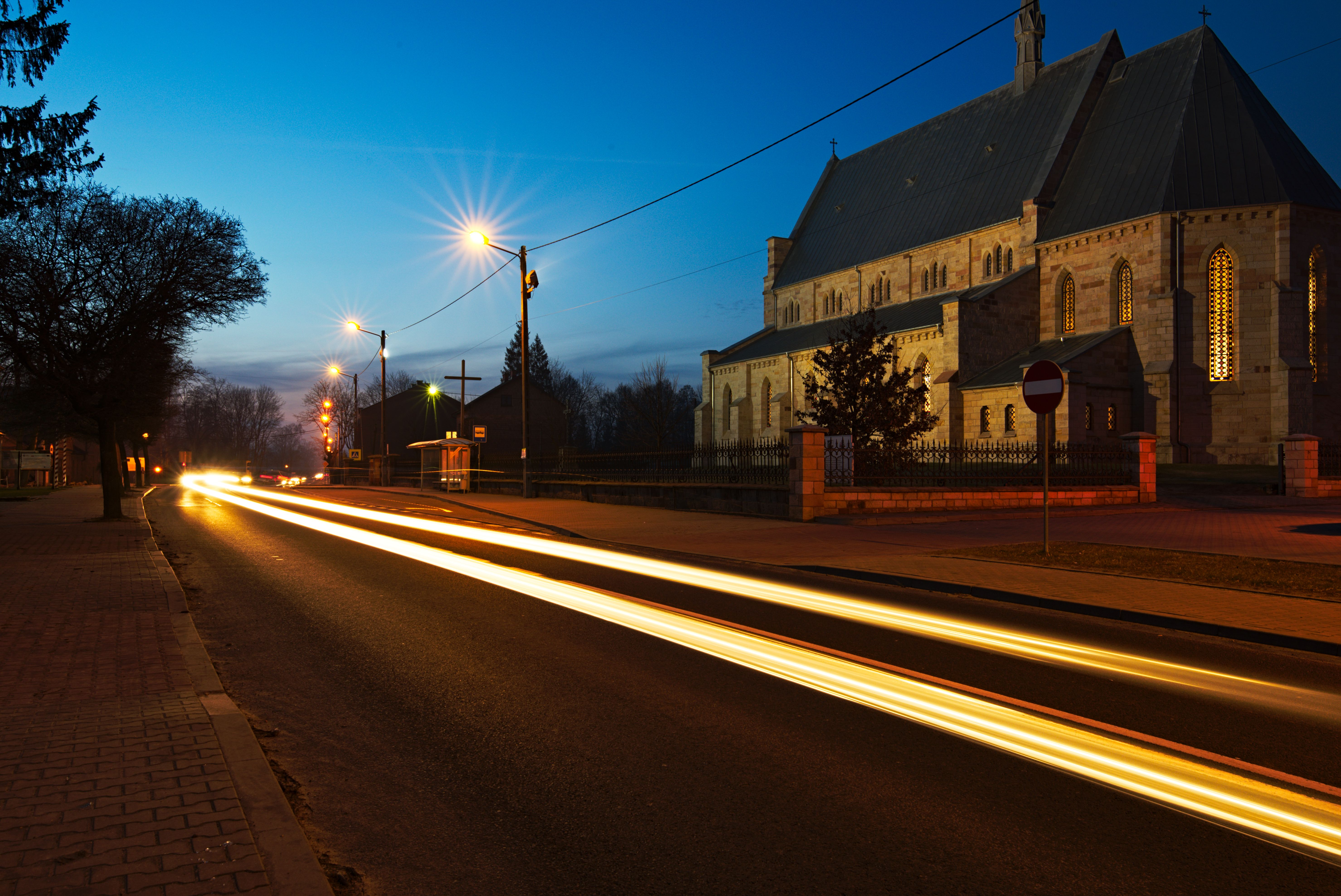
Zdjęcie z zarejestrowanymi światłami samochodów podczas niebieskiej godziny

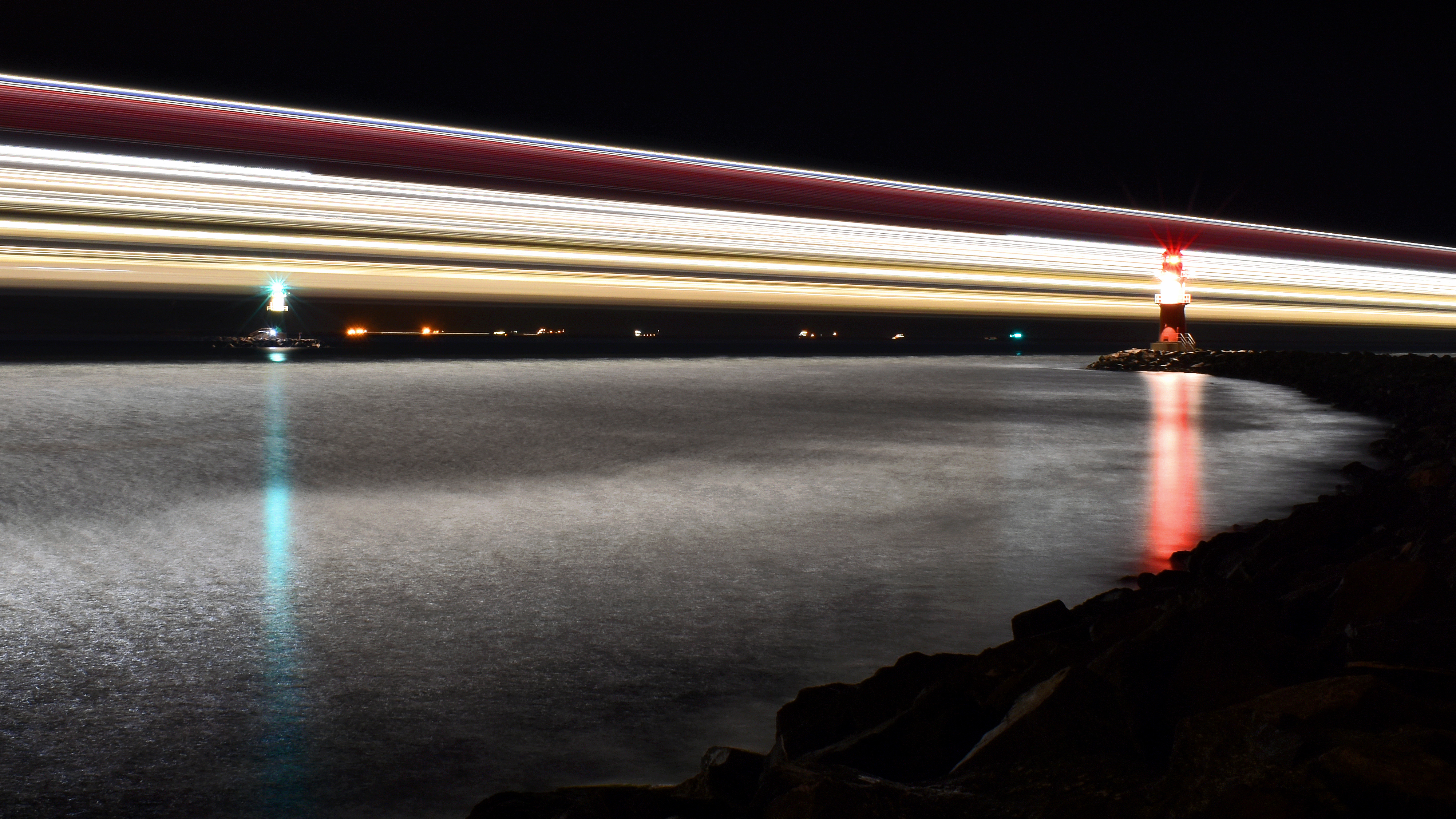
Ślad światła bałtyckiego promu

Długa ekspozycja – technika fotograficzna polegająca na dłuższej ekspozycji materiału światłoczułego (np. filmu lub matrycy). Na zdjęciu zostaną zarejestrowane, nieruchome elementy jako ostre, natomiast ruchome jako rozmyte.
Dzięki długiej ekspozycji możliwe jest zarejestrowanie ruchu chmur, gwiazd czy wody na pojedynczym zdjęciu. Podczas długiej ekspozycji aparat musi być nieruchomy, dlatego podczas fotografii często stosuje się statywy. Ekstremalnym typem fotografii z długą ekspozycją jest solarygrafia. Aby wydłużyć czas ekspozycji można użyć filtrów neutralnych szarych.